# Liste des titres musicaux numéro un en Allemagne en 2000
Cette page liste les titres numéro un dans les meilleures ventes de disques en Allemagne pour l'année 2000 selon Media Control Charts.
Les classements sont issus des 100 meilleures ventes de singles et des 100 meilleures ventes d'albums. Ils se déroulent du vendredi au jeudi, et sont publiés le mardi par l'industrie musicale allemande.

## Classement des singles
| №  | Date          | Artiste                | Titre                              |
| -- | ------------- | ---------------------- | ---------------------------------- |
| 1  | 7 janvier     | Stefan Raab            | Maschen-Draht-Zaun                 |
| 2  | 14 janvier    | Stefan Raab            | Maschen-Draht-Zaun                 |
| 3  | 21 janvier    | HIM                    | Join Me                            |
| 4  | 28 janvier    | HIM                    | Join Me                            |
| 5  | 4 février     | HIM                    | Join Me                            |
| 6  | 11 février    | HIM                    | Join Me                            |
| 7  | 18 février    | French Affair          | My heart goes boom (la di da da)   |
| 8  | 25 février    | French Affair          | My heart goes boom (la di da da)   |
| 9  | 3 mars        | French Affair          | My heart goes boom (la di da da)   |
| 10 | 10 mars       | Madonna                | American Pie                       |
| 11 | 17 mars       | Santana                | Maria Maria                        |
| 12 | 24 mars       | Santana                | Maria Maria                        |
| 13 | 31 mars       | Santana                | Maria Maria                        |
| 14 | 7 avril       | Santana                | Maria Maria                        |
| 15 | 14 avril      | Anton feat. DJ Ötzi    | Anton aus Tirol                    |
| 16 | 21 avril      | Die 3. Generation (de) | Leb!                               |
| 17 | 28 avril      | Die 3. Generation (de) | Leb!                               |
| 18 | 5 mai         | Zlatko                 | Ich vermiss Dich … (wie die Hölle) |
| 19 | 12 mai        | Zlatko                 | Ich vermiss Dich … (wie die Hölle) |
| 20 | 19 mai        | Zlatko                 | Ich vermiss Dich … (wie die Hölle) |
| 21 | 26 mai        | Zlatko                 | Ich vermiss Dich … (wie die Hölle) |
| 22 | 2 juin        | Bomfunk MC's           | Freestyler                         |
| 23 | 9 juin        | Bomfunk MC's           | Freestyler                         |
| 24 | 16 juin       | Bomfunk MC's           | Freestyler                         |
| 25 | 23 juin       | Zlatko & Jürgen        | Großer Bruder                      |
| 26 | 30 juin       | Zlatko & Jürgen        | Großer Bruder                      |
| 27 | 7 juillet     | Zlatko & Jürgen        | Großer Bruder                      |
| 28 | 14 juillet    | Zlatko & Jürgen        | Großer Bruder                      |
| 29 | 21 juillet    | ATC                    | Around the World (La La La La La)  |
| 30 | 28 juillet    | ATC                    | Around the World (La La La La La)  |
| 31 | 4 août        | ATC                    | Around the World (La La La La La)  |
| 32 | 11 août       | ATC                    | Around the World (La La La La La)  |
| 33 | 18 août       | ATC                    | Around the World (La La La La La)  |
| 34 | 25 août       | ATC                    | Around the World (La La La La La)  |
| 35 | 1er septembre | Britney Spears         | Lucky                              |
| 36 | 8 septembre   | Britney Spears         | Lucky                              |
| 37 | 15 septembre  | Britney Spears         | Lucky                              |
| 38 | 22 septembre  | Rednex                 | The Spirit of the Hawk             |
| 39 | 29 septembre  | Rednex                 | The Spirit of the Hawk             |
| 40 | 6 octobre     | Rednex                 | The Spirit of the Hawk             |
| 41 | 13 octobre    | Rednex                 | The Spirit of the Hawk             |
| 42 | 20 octobre    | Rednex                 | The Spirit of the Hawk             |
| 43 | 27 octobre    | Rednex                 | The Spirit of the Hawk             |
| 44 | 3 novembre    | Rednex                 | The Spirit of the Hawk             |
| 45 | 10 novembre   | Rednex                 | The Spirit of the Hawk             |
| 46 | 17 novembre   | Rednex                 | The Spirit of the Hawk             |
| 47 | 24 novembre   | Christian              | Es ist geil ein Arschloch zu sein  |
| 48 | 1er décembre  | Christian              | Es ist geil ein Arschloch zu sein  |
| 49 | 8 décembre    | Christian              | Es ist geil ein Arschloch zu sein  |
| 50 | 15 décembre   | Christian              | Es ist geil ein Arschloch zu sein  |
| 51 | 22 décembre   | Christian              | Es ist geil ein Arschloch zu sein  |
| 52 | 29 décembre   | Christian              | Es ist geil ein Arschloch zu sein  |

## Classement des albums
| №  | Date          | Artiste         | Titre                                             |
| -- | ------------- | --------------- | ------------------------------------------------- |
| 1  | 7 janvier     | Céline Dion     | All The Way... A Decade of Song                   |
| 2  | 14 janvier    | Céline Dion     | All The Way... A Decade of Song                   |
| 3  | 21 janvier    | Céline Dion     | All The Way... A Decade of Song                   |
| 4  | 28 janvier    | Santana         | Supernatural                                      |
| 5  | 4 février     | HIM             | Razorblade Romance                                |
| 6  | 11 février    | Santana         | Supernatural                                      |
| 7  | 18 février    | Santana         | Supernatural                                      |
| 8  | 25 février    | Santana         | Supernatural                                      |
| 9  | 3 mars        | Santana         | Supernatural                                      |
| 10 | 10 mars       | AC/DC           | Stiff Upper Lip                                   |
| 11 | 17 mars       | Santana         | Supernatural                                      |
| 12 | 24 mars       | Santana         | Supernatural                                      |
| 13 | 31 mars       | Böhse Onkelz    | Ein böses Märchen … aus tausend finsteren Nächten |
| 14 | 7 avril       | Santana         | Supernatural                                      |
| 15 | 14 avril      | Santana         | Supernatural                                      |
| 16 | 21 avril      | Santana         | Supernatural                                      |
| 17 | 28 avril      | a-ha            | Minor Earth Major Sky                             |
| 18 | 5 mai         | a-ha            | Minor Earth Major Sky                             |
| 19 | 12 mai        | Guano Apes      | Don't Give Me Names                               |
| 20 | 19 mai        | Guano Apes      | Don't Give Me Names                               |
| 21 | 26 mai        | Britney Spears  | Oops!... I Did It Again                           |
| 22 | 2 juin        | Britney Spears  | Oops!... I Did It Again                           |
| 23 | 9 juin        | Bon Jovi        | Crush                                             |
| 24 | 16 juin       | Bon Jovi        | Crush                                             |
| 25 | 23 juin       | Bon Jovi        | Crush                                             |
| 26 | 30 juin       | Wolfgang Petry  | Konkret                                           |
| 27 | 7 juillet     | Bon Jovi        | Crush                                             |
| 28 | 14 juillet    | Bon Jovi        | Crush                                             |
| 29 | 21 juillet    | Bon Jovi        | Crush                                             |
| 30 | 28 juillet    | The Corrs       | In Blue                                           |
| 31 | 4 août        | The Corrs       | In Blue                                           |
| 32 | 11 août       | The Corrs       | In Blue                                           |
| 33 | 18 août       | The Corrs       | In Blue                                           |
| 34 | 25 août       | The Corrs       | In Blue                                           |
| 35 | 1er septembre | The Corrs       | In Blue                                           |
| 36 | 8 septembre   | Robbie Williams | Sing When You're Winning                          |
| 37 | 15 septembre  | Rosenstolz      | Kassengift                                        |
| 38 | 22 septembre  | Pur             | Mittendrin                                        |
| 39 | 29 septembre  | Madonna         | Music                                             |
| 40 | 6 octobre     | Madonna         | Music                                             |
| 41 | 13 octobre    | Madonna         | Music                                             |
| 42 | 20 octobre    | Mark Knopfler   | Sailing to Philadelphia                           |
| 43 | 27 octobre    | Limp Bizkit     | Chocolate Starfish and the Hot Dog Flavored Water |
| 44 | 3 novembre    | Die Ärzte       | Runter mit den Spendierhosen, Unsichtbarer!       |
| 45 | 10 novembre   | U2              | All That You Can't Leave Behind                   |
| 46 | 17 novembre   | U2              | All That You Can't Leave Behind                   |
| 47 | 24 novembre   | The Beatles     | 1                                                 |
| 48 | 1er décembre  | Backstreet Boys | Black & Blue                                      |
| 49 | 8 décembre    | The Beatles     | 1                                                 |
| 50 | 15 décembre   | The Beatles     | 1                                                 |
| 51 | 22 décembre   | The Beatles     | 1                                                 |
| 52 | 29 décembre   | The Beatles     | 1                                                 |

## Hit-Parade de l'année
| Singles | Alben |
| --- | --- |
| 1. Anton feat. DJ Ötzi – Anton aus Tirol 2. Rednex – Spirit of the Hawk 3. ATC – Around the World 4. Bomfunk MC's – Freestyler 5. Bon Jovi – It’s My Life 6. Zlatko – Ich vermiss dich … (Wie die Hölle) 7. Santana – Maria Maria 8. Zlatko & Jürgen – Großer Bruder 9. Ayman – Mein Stern 10. Britney Spears – Lucky 11. French Affair – My Heart Goes Boom 12. Die 3. Generation – Leb! 13. Reamonn – Supergirl 14. Melanie C – I Turn to You 15. Britney Spears – Oops!... I Did It Again 16. Madonna – American Pie 17. Vengaboys – Shalala Lala 18. Gigi D'Agostino – Bla Bla Bla 19. HIM – Join Me 20. Metallica – Nothing Else Matters (Live) 21. Orange Blue – She’s Got That Light 22. Sonique – It Feels So Good 23. Gigi d'Agostino – The Riddle 24. Melanie C – Never Be the Same Again 25. The Underdog Project – Summer Jam | 1. Santana – Supernatural 2. The Beatles – 1 3. Buena Vista Social Club – Buena Vista Social Club 4. Eminem – The Marshall Mathers LP 5. Red Hot Chili Peppers – Californication 6. The Corrs – In Blue 7. Manu Chao – Clandestino 8. Tom Jones – Reload 9. Lenny Kravitz – Greatest Hits 10. Britney Spears – Oops!... I Did It Again 11. Anastacia – Not That Kind 12. Madonna – Music 13. Robbie Williams – Sing When You're Winning 14. Craig David – Born to Do It 15. Sade – Lovers Rock 16. Sting – Brand New 17. Bon Jovi – Crush 18. Eros Ramazzotti – Stilelibero 19. B. B. King & Eric Clapton – Riding with the King 20. Limp Bizkit – Chocolate Starfish and the Hot Dog Flavored Water 21. O.S.T. / Various – Romeo Must Die 22. Mark Knopfler – Sailing to Philadelphia 23. Reamonn – Tuesday 24. Toni Braxton – The Heat 25. Dr. Dre – 2001 |